# Cryptocatantops debilis
Cryptocatantops debilis är en insektsart som först beskrevs av Krauss 1901.  Cryptocatantops debilis ingår i släktet Cryptocatantops och familjen gräshoppor. Inga underarter finns listade i Catalogue of Life.